# Psyllaephagus nigricoxalis
Psyllaephagus nigricoxalis är en stekelart som beskrevs av Svetlana N. Myartseva 1982. Psyllaephagus nigricoxalis ingår i släktet Psyllaephagus och familjen sköldlussteklar.
Artens utbredningsområde är Mongoliet. Inga underarter finns listade i Catalogue of Life.